# Liste des primats de l'Église maronite
Cette liste recense les patriarches maronites d'Antioche (primats de l'Église maronite).

## Origine
- mort vers 707 Jean Maron

## Patriarches d'Antioche et de tout l'Orient
- Youssef El Gergess (1110-1120), reconnu comme patriarche par le pape Pascal II en 1100,
- Pierre (1121-1130),
- Grégoire de Halate (1130-1141), reconnu comme patriarche par le pape Innocent II en 1131,
- Jacob de Ramate (1141-1151),
- Jean (1151-1154),
- Pierre (1154-1173),
- Pierre de Lehfed (1173-1199),
- Jérémie d'Amchit ou Jérémie II al-Amshitti  (1199-1230). Il participa au Quatrième concile du Latran en 1215[1].
- Daniel de Chamate (1230-1239),
- Jean de Jaje (1239-1245),
- Siméon (1245-1277), reçut la charte de Louis IX, donnée aux Maronites, à Saint-Jean-d'Acre, le 24 mai 1250,
- Daniel de Hadshit (1278-1282), mis à mort sur l'ordre du sultan mamelouk Mohamed Ibn Qalâoun
- Jérémie de Dmalsa (1282-1297),
- Siméon (1297-1339),
- Jean (1339-1357),
- Gabriel de Hjoula (1357-1367) brulé vif,
- Jean (1367-1404)
- Vacance (1404-1440)

### Patriarches àWadi Qannoubine
- Jean de Jaje (1440-1445), concile de Florence,
- Yacoub de Hadath (1445-1468), lettre de Calixte III en 1455,
- Joseph de Hadath (1468-1492),
- Siméon de Hadath (1492-1524), représenté au concile de Latran en 1516,
- Moussa Akkari de Baridi (1524-1567), correspond avec Clément VII, Paul III et Paul IV,
- Michel Rizzi de Bkoufa (1567-1581), reçoit le pallium de Grégoire XIII en 1579,
- Sarkis Rizzi de Bkoufa (1581-1596), fondation du Collège maronite de Rome en 1584, synode maronite en 1596
- Joseph Rizzi de Bkoufa (1596-1608), introduction du calendrier grégorien,
- Jean Makhlouf d’Ehden (1608-1633), reçoit le pallium de Paul V en 1610,
- Georges Omaira d’Ehden (1633-1644),
- Joseph Halib d’Akoura (1644-1648),
- Jean Bawab de Safra (1648-1656),
- Georges Rizkallah de Bseb’el (1656-1670),
- Étienne Douaihy d’Ehden (1670-1704),
- Gabriel de Blaouza (1704-1705),
- Yaccob Awad de Hasroun (1705-1733),
- Joseph Dergham Khazen de Ghosta (1733-1742),
- Siméon Awad de Hasroun (1743-1756),
- Tobia El-Khazen de Békaata Kanaan (1756-1766),
- Youssef Estéfan de Ghosta (1766-1793),
- Mikhael Fadel de Beyrouth (1793-1795),
- Philippe Gemayel de Bikfaya (1795-1796)
- Youssef Tyan (1796-1808)
- Jean Hélou (1808-1823)

### Empire Ottoman
- 68. Youssef Hobeiche (1823–1845)
- 69. Youssef Raji El Khazen (1845–1854)
- 70. Paul Massaad (1854–1890)
- 71. Jean Hage (1890–1898)

### Liban moderne
- 72. Elias Hoyek (1898–1931)
- 73. Antoine Arida (1931–1955)
- 74. Paul Pierre Méouchi (1955–1975)
- 75. Antoine Khoraiche (1975–1986)
- 76. Nasrallah Boutros Sfeir (1986-2011)
- 77. Bechara Boutros Rahi (2011- )